# Micropodabrus fenchihuensis
Micropodabrus fenchihuensis is een keversoort uit de familie soldaatjes (Cantharidae). De wetenschappelijke naam van de soort werd in 1982 gepubliceerd door Wittmer.